# Alexandre Argullós i Marimon
Alexandre Argullós i Marimon († maig de 1996) fou un editor català.

## Biografia
El 1941 va fundar l'editorial Ariel amb Josep Maria Casalmiglia, dedicada a publicar temes d'història i altres, però que a vegades feia edicions de bibliòfil d'autors en català. Va publicar llibres des de les memòries de José Maria Gil Robles a les impressions de Francesc Candel Tortajada o els assaigs de Manuel Sacristán. En juny de 1983 fou processat per apropiació indeguda en la retenció d'impostos de l'Editorial Seix Barral juntament amb altres quatre persones, entre elles Antoni Comas i Baldellou, aleshores regidor de CiU a l'ajuntament de Barcelona. El 1993 va rebre la Creu de Sant Jordi.